# GoPro
GoPro, Inc. (thường gọi là GoPro) là công ty chuyên về điện tử, quay phim của Mỹ, do Nick Woodman thành lập năm 2002. Hãng sản xuất các thiết bị ghi hình, quay phim, các phần mềm và ứng dụng sửa video. Công ty có trụ sở tại San Mateo, California, tên gọi ban đầu là Woodman Labs, Inc.
Tháng 10 năm 2016, hãng phát triển drone camera 4 cánh Karma, tháng 1 năm 2018, Karma đã được dừng phát triển.
GoPro thường xuyên hợp tác với các vận động viên, công ty từng có các chiến dịch quảng cáo với Kelly Slater, Jimmy Chin và Jonas Deichmann. Tính đến năm 2016, GoPro có 160 vận động viên trong biên chế của mình.

## Lịch sử
Công ty do Nick Woodman thành lập năm 2002. Năm đó, trong chuyến đi lướt sóng ở Úc, ông nhận ra rằng nhiều người chưa có đủ khả năng mua một chiếc máy ảnh tốt để chụp những bức ảnh chất lượng cao. Tên gọi GoPro xuất phát từ việc Woodman và các bạn của ông đều muốn trở thành những người lướt sóng chuyên nghiệp.